# Zoroastriani in Iran

Il Faravahar, simbolo dello Zoroastrismo

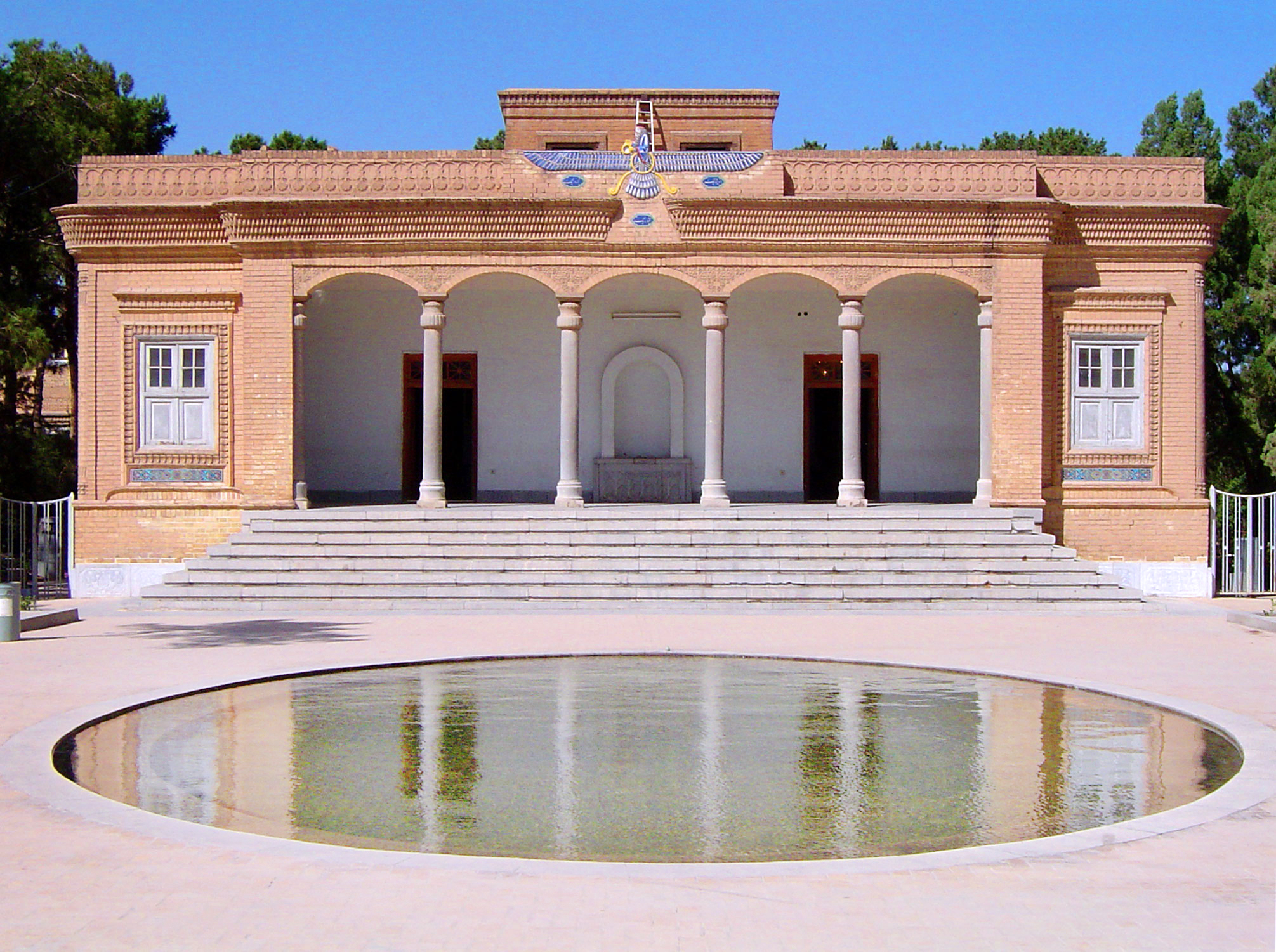
Il tempio del fuoco di Yazd

 Gli zoroastriani in Iran sono la più antica comunità religiosa del paese. Prima della conquista islamica della Persia lo zoroastrismo fu la principale religione della popolazione. Dopo la conquista araba dell'Impero sasanide, gli zoroastriani dell'Iran subirono persecuzioni, conversioni forzate e violenze; diverse migliaia di zoroastriani lasciarono il paese e si rifugiarono in India, dove sono tuttora conosciuti come Parsi.

## Dalla dinastia Qajar alla rivoluzione del 1979
Durante la dinastia Qajar vi fu una forte persecuzione degli zoroastriani e molti di loro, grazie ai contatti con il filantropo parsi Maneckji Limji Hataria, emigrarono nell'India britannica. Gli zoroastriani giunti in India nel XIX e nel XX secolo sono conosciuti come Irani. Una tregua delle persecuzioni si ebbe durante la dinastia Pahlavi, soprattutto grazie all'ultimo Scià Mohammad Reza Pahlavi che vedeva gli zoroastriani come un simbolo del nazionalismo iraniano, elogiandoli e glorificando l'Iran Pre-islamico, organizzando persino delle parate militari nelle rovine di Persepoli e adottare un calendario basato sull'ascesa di Ciro II il Grande. Durante la dinastia Pahlavi, fu inoltre messo sullo stemma nazionale il Faravahar (simbolo universale dello zoroastrismo), rimuovendo perfino ogni tipo di simbolo islamico da quest'ultimo, sempre per volere dello Scià Mohammad Reza Pahlavi, che adottò come titolo Shahanshah (Re dei re) cioè il titolo del sovrano persiano prima delle invasioni islamiche. Dopo l'instaurazione della repubblica islamica e la cacciata dello Shahanshah, a seguito della rivoluzione del 1979 ripresero nuovamente le persecuzione e di conseguenza migrazioni di molti membri della comunità, questa volta verso Stati Uniti, Canada, Regno Unito e Australia, aiutati dal programma dell'Hebrew Immigrant Aid Society.
Attualmente in Iran vi sono circa 60.000 zoroastriani.
Come gli zoroastriani, le comunità armene, siro-orientali ed ebraiche persiane sono riconosciute ufficialmente dal 1906, e a ognuna di queste minoranze è assegnato un seggio nel Parlamento iraniano.